# Stazione di Caltagirone
La stazione di Caltagirone è la stazione ferroviaria a servizio della città omonima posta al km 315+022 della ferrovia Catania-Caltagirone-Gela; ha sostituito l'omonima stazione dismessa alla fine degli anni settanta.

## Storia
La prima stazione di Caltagirone, dismessa e abbandonata nel 1979, venne costruita in seguito alla costruzione della ferrovia Caltagirone-Valsavoja e inaugurata il 31 ottobre 1892. 
La prosecuzione della ferrovia da Caltagirone a Gela, approvata nel 1911, venne realizzata con lentezza estrema e l'apertura della linea al traffico avvenne solo nel novembre 1979. 
La nuova stazione fu costruita adiacente alla piazza nella quale confluiscono alcune arterie importanti e trafficate della città. Qualche mese prima dell'apertura della nuova linea per Gela la stazione fu attivata nelle sue infrastrutture e l'esercizio dei treni trasferito nei nuovi impianti più ampi e moderni attraverso un tratto nuovo, in variante, della ferrovia proveniente da Catania. La stazione antica fu abbandonata ed in seguito alienata.

## Strutture e impianti
Il fascio binari comprende tre binari per servizio viaggiatori muniti delle classiche pensiline in calcestruzzo armato e di ampi sottopassaggi; e un fascio di binari per servizio merci e di ricovero. Esiste anche un fascio di binari tronchi affiancato al fascio viaggiatori, sui lati a est e ad ovest della stazione e a sud-est una rimessa per locomotive e rotabili.
La stazione è dotata di ponte a bilico da 40 t della lunghezza di 9 m e di sagoma limite

### Architettura
Il fabbricato viaggiatori di Caltagirone è costituito di una struttura notevole di linea moderna e funzionale con un corpo centrale costituito da un grande atrio, al cui interno si trova la biglietteria e il bar-ristorante. L'interno è molto luminoso grazie all'ampio uso di superfici vetrate. Il corpo laterale della struttura è elevato a due piani. Dal lato della piazza il corpo centrale si allarga a forma di "C" contornando sui lati la piazza.

Di fronte all'ingresso principale della stazione è stata costruita una fontana monumentale.

## Movimento

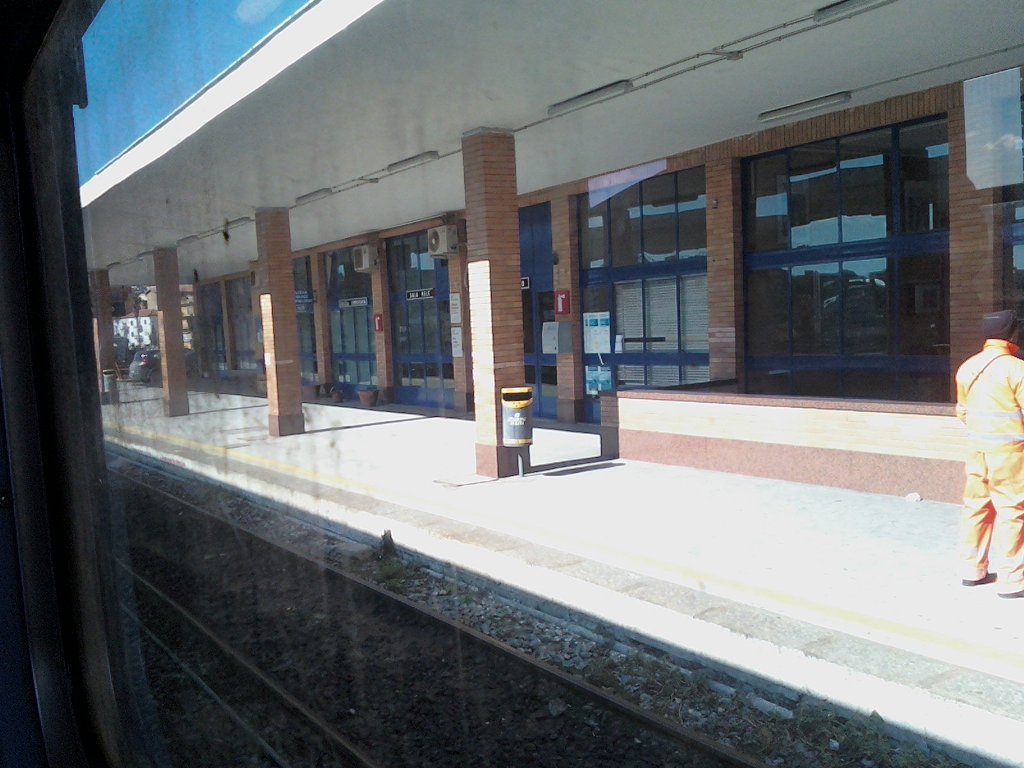
Vista del 1º binario

Nel periodo 1981 - 1983 il movimento di treni viaggiatori nella stazione prevedeva l'arrivo di 10 treni, dei quali 8 di categoria locale e 2 diretti, da Catania e di 9 treni locali da Gela e la partenza di 9 treni, di cui due diretti, per Catania e di 5 treni pendolari per Gela.
Nel periodo 1995 - 1997 i treni in arrivo da Catania erano 12 di cui 11 di categoria regionale e uno di categoria espresso di materiale ordinario con carrozza in servizio diretto proveniente da Roma Termini. I treni in partenza verso Catania erano 12 di cui uno espresso con carrozza per Roma; i treni pendolari per Gela erano due. Alcuni treni dell'offerta erano effettuati solo nei giorni feriali.
Dal 2014 nell'impianto hanno termine corsa tutti i treni viaggiatori regionali operati da Trenitalia (in conseguenza dell'interruzione della linea per Gela). Il servizio prevede l'arrivo, da Catania, di 2 treni regionali feriali e la partenza di 2 treni regionali per Catania. L'offerta è integrata da due coppie di autobus sostitutivi di cui una con rottura di carico nella stazione di Vizzini-Licodia. Il servizio ferroviario tra la stazione e Gela è sospeso interamente (a causa del crollo del viadotto nel 2011) e sostituito da una coppia di autobus sostitutivi.
Nel 2019 la tratta Catania - Caltagirone viene ripristinata. Il servizio prevede l'arrivo, da Catania, di 2 treni regionali feriali e la partenza di 2 treni regionali per Catania.

## Servizi
La stazione è dotata di:
- Biglietteria automatica
- Bar
- Servizi igienici

## Interscambi
La piazza esterna è il punto di interscambio con le linee urbane dell'AST. Nella parte est della piazza si trova l'autostazione delle linee di trasporto interurbano come AST, Interbus ed Etna Trasporti.
- Fermata autobus
- Stazione taxi